# Pavel Šnobel
Pavel Šnobel (Havířov, 20 febbraio 1980) è un ex tennista ceco.
Attivo dal 1998 al 2014 principalmente a livello challenger e futures, circuiti in cui ha conquistato dieci tornei, al suo massimo ha raggiunto la 154ª posizione in singolare del ranking nel febbraio 2009 e la 110ª in doppio nel febbraio 2006. A livello slam vanta una partecipazione agli Australian Open nel 2006 e a Wimbledon nel 2008 ed in entrambi i casi è stato sconfitto al primo turno dopo aver superato le qualificazioni.

## Tornei minori

### Singolare

#### Vittorie
| Legenda tornei minori |
| Challenger (2)        |
| Futures (8)           |

| Numero | Data              | Torneo                              | Superficie       | Avversario in finale | Punteggio     |
| 1.     | 30 luglio 2000    | Hungary F5, Budapest                | Terra rossa      | Roman Smotlek        | 4-6, 6-3, 6-2 |
| 2.     | 2 giugno 2002     | Morocco F1, Rabat                   | Terra rossa      | Karim Maamoun        | 6-1, 5-7, 6-4 |
| 3.     | 22 settembre 2002 | Czech F4                            | Terra rossa      | Michal Kokta         | 6-4, 4-6, 7-5 |
| 4.     | 27 ottobre 2002   | Jamaica F17, Montego Bay            | Terra rossa      | Kepler Orellana      | 6-2, 6-0      |
| 5.     | 9 novembre 2003   | Czech F5                            | Terra rossa      | Ivo Minář            | 6-3, 6-2      |
| 6.     | 22 febbraio 2004  | Croatia F1, Zagabria                | Cemento indoor   | Jeroen Masson        | 6-1, 6-1      |
| 7.     | 18 marzo 2007     | Ho Chi Minh Challenger, Ho Chi Minh | Cemento          | Farrukh Dustov       | 6-3, 7–6(3)   |
| 8.     | 24 febbraio 2008  | Croatia F2, Zagabria                | Cemento indoor   | Marsel İlhan         | 6-1, 3-6, 6-3 |
| 9.     | 25 maggio 2008    | Fergana Challenger, Fergana         | Cemento          | George Bastl         | 7-5, 6-3      |
| 10.    | 29 novembre 2009  | Czech Republic F5                   | Sintetico indoor | Denis Matsukevich    | 1-6, 7-5, 6-1 |

#### Finali perse
| Legenda tornei minori |
| Challenger (4)        |
| Futures (11)          |

| Numero | Data              | Torneo                                       | Superficie       | Avversario in finale  | Punteggio         |
| 1.     | 22 ottobre 2000   | Jamaica F2, Negril                           | Terra rossa      | Daniel Andersson      | 6(2)–7, 1-6       |
| 2.     | 26 agosto 2001    | Ribeirão Preto Challenger, Ribeirão Preto    | Terra rossa      | Juan Ignacio Chela    | 3-6, 2-6          |
| 3.     | 4 novembre 2001   | Czech F4                                     | Terra rossa      | Martin Štěpánek       | 2-5, rit.         |
| 4.     | 11 novembre 2001  | Czech F4                                     | Terra rossa      | Martin Štěpánek       | 2-6, 1-6          |
| 5.     | 29 settembre 2002 | Czech F5                                     | Terra rossa      | Tomáš Berdych         | 2-6, 3-6          |
| 6.     | 13 ottobre 2002   | Dominican Republic F1, Santo Domingo         | Terra rossa      | Charles-Edouard Maria | 3-6, 6-2, 6(7)–7  |
| 7.     | 21 settembre 2003 | Italy F9                                     | Terra rossa      | Uros Vico             | 4-6, 6(7)–7       |
| 8.     | 4 aprile 2004     | Greece F2, Siro                              | Cemento          | Lamine Ouahab         | 4-6, 4-6          |
| 9.     | 13 giugno 2004    | Czech Republic F3, Jablonec nad Nisou        | Terra rossa      | Lukáš Dlouhý          | 7-6, 5-7, 2-6     |
| 10.    | 22 agosto 2004    | Samarkand Challenger, Samarcanda             | Terra rossa      | Mariano Puerta        | 1-6, 2-6          |
| 11.    | 20 marzo 2005     | All Japan Indoor Tennis Championships, Kyoto | Sintetico indoor | Robin Vik             | 4-6, 4-6          |
| 12.    | 19 marzo 2006     | Ho Chi Minh Challenger, Ho Chi Minh          | Cemento          | Zack Fleishman        | 6(6)–7, 0-3, rit. |
| 13.    | 14 ottobre 2007   | France F17                                   | Cemento indoor   | Jocelyn Ouanna        | 3-6, 6(4)–7       |
| 14.    | 18 maggio 2008    | Uzbekistan F2                                | Cemento          | Marsel İlhan          | 0-6, 7–6(4), 4-6  |
| 15.    | 28 novembre 2010  | Czech Republic F5                            | Sintetico indoor | Jan Mertl             | 5-7, 2-6          |